# Championnat de Russie de football de troisième division 2023-2024
Navigation
Édition précédente Édition suivante
La saison 2023-2024 de la Division A de la Vtoraïa Liga est la trente-deuxième édition de la troisième division russe et la première sous son nouveau format. C'est la treizième édition à suivre un calendrier « automne-printemps » à cheval sur deux années civiles.
Elle prend place entre le 16 juillet 2023 et le mois de juin 2024, et comprend une trêve hivernale entre les mois de novembre et mars. La saison se divise en deux phases distinctes, la première prenant place durant le deuxième semestre 2023 et la seconde durant le premier semestre 2024.
Les 20 clubs participants sont répartis en deux groupes de 10 établis en fonction des résultats de la saison précédente, le groupe Or représentant la poule supérieure, qui permet de jouer la promotion, tandis que le groupe Argent sert principalement à déterminer la relégation. La composition des deux groupes varie au cours de la saison entre la première et la deuxième phase.
En fin de saison, les deux premiers du groupe Or sont directement promus en deuxième division tandis que le troisième dispute un barrage face à un des trois premiers du groupe Or lors de la première phase pour déterminer le troisième promu. Les relégations se produisent quant à elles à l'issue de la première phase, et donc à la fin de l'année civile. Les quatre derniers du groupe Argent sont descendent alors en Division B et remplacés par les quatre vainqueurs de groupe de cette dernière compétition.

## Format
À l'occasion de la saison 2023-2024, la Vtoraïa Liga est entièrement réorganisée, celle-ci étant à présent séparée en deux divisions distinctes : la Division A, qui devient la troisième division de fait, et la Division B, qui forme la quatrième.
La Division A se compose de deux groupes de 10 équipes, le groupe « Or » (« Золото »), comprenant les quatre équipes reléguées de la deuxième division à l'issue de la saison 2022-2023 ainsi que les meilleures équipes non-promues issues des poules de la troisième division la même saison, soit les quatre deuxièmes et les deux meilleurs troisièmes. Le groupe « Argent » (« Серебро ») se compose quant à lui des meilleures équipes non-incluses dans le premier groupe, c'est-à-dire les deux autres troisième, les quatre quatrième et les deux meilleurs cinquièmes.
Le restant des participants de l'exercice précédent intègrent pour leur part la Division B, qui devient donc la quatrième division de fait. Celle-ci se divise en quatre groupes de 9 à 18 équipes. Cette compétition suit un calendrier différent selon un format « printemps-automne » sur une seule année civile, contrairement à la Division A qui court sur deux années selon un format « automne-printemps ». La première saison de la Division B, à vocation transitoire, se joue exceptionnellement sur le deuxième semestre 2023 uniquement. À la fin de l'année, le vainqueur de chaque groupe est promu en Division A au sein du groupe Argent.

### Promotions et relégations
La première phase du championnat, disputée durant le deuxième semestre 2023 et aussi appelée la « phase Automne », voit les différentes équipes des groupes Or et Argent s'affronter deux fois, pour un total de 18 matchs joués pour chaque. À l'issue de cette phase, les groupes sont réorganisés. Le groupe Or conserve alors les six meilleures équipes, tandis que les quatre derniers sont remplacés par les quatre meilleures du groupe Argent, qui sont en quelque sorte « promus ». Dans le groupe Argent, les quatre derniers du groupe Or sont donc « relégués », et rejoignent les équipes arrivées cinquième et sixième. Les quatre derniers du groupe Argent sont quant à eux relégués en Division B et remplacés par les quatre vainqueurs de groupe de cette dernière compétition.
Durant la deuxième partie de saison, disputée durant le premier semestre 2024 et aussi appelée « phase Printemps », les différentes équipes s'affrontent à nouveau deux fois, pour là encore 18 matchs joués chacun. Les statistiques de la phase Automne ne sont pas prises en compte à ce stade. Au terme de cette phase, les deux meilleures équipes du groupe Or sont directement promues en deuxième division.
Une troisième place de promotion est ensuite mise en jeu dans le cadre d'un barrage de promotion sur deux rencontres. Celui-ci oppose théoriquement le troisième du groupe Or à l'un des trois premiers de celui-ci lors de la phase Automne. L'opposant est déterminé dans l'ordre du premier au troisième à la condition que l'équipe concernée ait terminée cinquième ou sixième durant la phase Printemps (à la fois hors de la promotion et hors de la relégation). Si aucune équipe ne répond à ce critère, le troisième de la phase Printemps est directement promu en deuxième division.
Un nouvel échange d'équipes s'effectue entre les deux poules après la fin de la phase Printemps, en prévision de la saison suivante. Là encore, les quatre premiers du groupe Argent remplace les quatre derniers du groupe Or. Aucune relégation en Division B ne s'applique à ce moment-là.

## Clubs participants
Rodina-2
 Tchertanovo
 Veles
Cinquième du groupe 1 la saison précédente, le Kouban Holding Pavlovskaïa refuse d'intégrer la Division A et laisse sa place au Metallourg Lipetsk, sixième du groupe 3.
Légende des couleurs
- Relégué d'une division supérieure
- Promu d'une division inférieure

| Club                                   | D3 depuis                 | Classement 2022-2023      |                           |
| Groupe Or (phase Automne)              | Groupe Or (phase Automne) | Groupe Or (phase Automne) | Groupe Or (phase Automne) |
| -------------------------------------- | ------------------------- | ------------------------- | ------------------------- |
| Veles Moscou                           | 2023                      | 17 (D2)                   |                           |
| FK Oufa                                | 2023                      | 18 (D2)                   |                           |
| FK Krasnodar-2                         | 2023                      | 19 (D2)                   |                           |
| Volga Oulianovsk                       | 2023                      | 20 (D2)                   |                           |
| Tchaïka Pestchanokopskoïe              | 2021                      | 2 (groupe 1)              |                           |
| FK Mourom                              | 2017                      | 2 (groupe 2)              |                           |
| Dinamo Briansk                         | 2021                      | 2 (groupe 3)              |                           |
| Irtych Omsk                            | 2021                      | 2 (groupe 4)              |                           |
| Rotor Volgograd                        | 2021                      | 3 (groupe 1)              |                           |
| Spartak Kostroma                       | 2022                      | 3 (groupe 2)              |                           |
| Groupe Argent (phase Automne)          |                           |                           |                           |
| Rodina-2 Moscou                        | 2022                      | 3 (groupe 3)              |                           |
| Amkar Perm                             | 2021                      | 3 (groupe 4)              |                           |
| Forte Taganrog (en)                    | 2020                      | 4 (groupe 1)              |                           |
| Tekstilchtchik Ivanovo                 | 2022                      | 4 (groupe 2)              |                           |
| Saliout Belgorod                       | 2018                      | 4 (groupe 3)              |                           |
| FK Tcheliabinsk                        | 1998                      | 4 (groupe 4)              |                           |
| Tchertanovo Moscou                     | 2021                      | 5 (groupe 2)              |                           |
| Avangard Koursk                        | 2020                      | 5 (groupe 3)              |                           |
| FK Novossibirsk                        | 2019                      | 5 (groupe 4)              |                           |
| Metallourg Lipetsk                     | 2022                      | 6 (groupe 3)              |                           |
| Promus de Division B (phase Printemps) |                           |                           |                           |
| Machouk-KMV Piatigorsk                 | 2024                      | 1 (D4, groupe 1)          |                           |
| Khimik Dzerjinsk                       | 2024                      | 1 (D4, groupe 2)          |                           |
| FK Kalouga                             | 2024                      | 1 (D4, groupe 3)          |                           |
| Torpedo Miass (ru)                     | 2024                      | 1 (D4, groupe 4)          |                           |

## Compétition

### Règlement
Le classement est établi selon le barème de points suivant : trois points pour une victoire, un pour un match nul et aucun pour une défaite. Pour départager les équipes à égalité de points, les critères suivants sont utilisés :
1. Confrontations directes (points, matchs gagnés, différence de buts, buts marqués, buts marqués à l'extérieur)
2. Nombre de matchs gagnés
3. Différence de buts générale
4. Buts marqués (général)
5. Buts marqués à l'extérieur (général)

### Phase automne

#### Groupe Or
| Rang | Équipe                    | Pts | J  | G | N | P  | Bp | Bc | Diff |
| ---- | ------------------------- | --- | -- | - | - | -- | -- | -- | ---- |
| 1    | FK Krasnodar-2 R          | 33  | 18 | 9 | 6 | 3  | 27 | 20 | +7   |
| 2    | FK Oufa R                 | 31  | 18 | 9 | 4 | 5  | 23 | 10 | +13  |
| 3    | Rotor Volgograd           | 28  | 18 | 7 | 7 | 4  | 21 | 17 | +4   |
| 4    | FK Mourom                 | 24  | 18 | 6 | 6 | 7  | 24 | 26 | -2   |
| 5    | Veles Moscou R            | 24  | 18 | 6 | 6 | 6  | 16 | 21 | -5   |
| 6    | Tchaïka Pestchanokopskoïe | 23  | 18 | 6 | 5 | 7  | 23 | 21 | +2   |
| 7    | Volga Oulianovsk R        | 23  | 18 | 6 | 5 | 7  | 15 | 18 | -3   |
| 8    | Irtych Omsk               | 23  | 18 | 6 | 5 | 7  | 15 | 15 | 0    |
| 9    | Dinamo Briansk            | 22  | 18 | 6 | 4 | 8  | 18 | 22 | -4   |
| 10   | Spartak Kostroma          | 13  | 18 | 3 | 4 | 11 | 13 | 25 | -12  |

Qualifications
- 1er à 3e : qualification potentielle pour le barrage de promotion en deuxième division
- 7e à 10e : descente dans le groupe Argent

Abréviations
- R : Relégué d'une division supérieure

#### Groupe Argent
| Rang | Équipe                 | Pts | J  | G  | N | P  | Bp | Bc | Diff |
| ---- | ---------------------- | --- | -- | -- | - | -- | -- | -- | ---- |
| 1    | FK Novossibirsk        | 35  | 18 | 10 | 5 | 3  | 22 | 13 | +9   |
| 2    | Rodina-2 Moscou        | 29  | 18 | 9  | 5 | 4  | 17 | 13 | +4   |
| 3    | Metallourg Lipetsk     | 27  | 18 | 7  | 6 | 5  | 19 | 20 | -1   |
| 4    | FK Tcheliabinsk        | 26  | 18 | 7  | 5 | 6  | 19 | 16 | +3   |
| 5    | Tekstilchtchik Ivanovo | 25  | 18 | 6  | 7 | 5  | 25 | 18 | +7   |
| 6    | Avangard Koursk        | 25  | 18 | 7  | 4 | 7  | 27 | 19 | +8   |
| 7    | Forte Taganrog (en)    | 24  | 18 | 7  | 3 | 8  | 24 | 27 | -3   |
| 8    | Amkar Perm             | 24  | 18 | 6  | 6 | 6  | 19 | 17 | +2   |
| 9    | Tchertanovo Moscou     | 22  | 18 | 5  | 7 | 6  | 21 | 18 | +3   |
| 10   | Saliout Belgorod       | 5   | 18 | 1  | 2 | 15 | 14 | 46 | -32  |

Qualifications
- 1er à 4e : montée dans le groupe Or
- 7e à 10e : relégation en Division B

### Phase printemps
Les deux groupes sont réorganisés à l'issue de la phase automne. Les quatre derniers du groupe Or sont remplacés par les quatre premiers du groupe Argent. Dans le même temps, les quatre derniers du groupe Argent sont remplacés par les vainqueurs de groupe de la Division B.

#### Groupe Or
| Rang | Équipe                    | Pts | J  | G | N | P  | Bp | Bc | Diff |
| ---- | ------------------------- | --- | -- | - | - | -- | -- | -- | ---- |
| 1    | FK Oufa                   | 33  | 18 | 9 | 6 | 3  | 26 | 9  | +17  |
| 2    | Tchaïka Pestchanokopskoïe | 31  | 18 | 8 | 7 | 3  | 25 | 17 | +8   |
| 3    | FK Novossibirsk P         | 27  | 18 | 6 | 9 | 3  | 18 | 13 | +5   |
| 4    | FK Tcheliabinsk P         | 25  | 18 | 6 | 7 | 5  | 23 | 19 | +4   |
| 5    | Rotor Volgograd           | 25  | 18 | 7 | 4 | 7  | 20 | 20 | 0    |
| 6    | Veles Moscou              | 25  | 18 | 7 | 4 | 7  | 15 | 16 | -1   |
| 7    | FK Krasnodar-2            | 21  | 18 | 5 | 6 | 7  | 15 | 24 | -9   |
| 8    | Rodina-2 Moscou P         | 20  | 18 | 5 | 5 | 8  | 25 | 23 | +2   |
| 9    | FK Mourom                 | 20  | 18 | 5 | 5 | 8  | 20 | 27 | -7   |
| 10   | Metallourg Lipetsk P      | 14  | 18 | 3 | 5 | 10 | 9  | 28 | -19  |

Qualifications
- 1er et 2e : promotion en deuxième division
- 3e et 5e : qualification pour le barrage de promotion en deuxième division
- 7e à 10e : descente dans le groupe Argent

Abréviations
- P : Promu du groupe Argent

#### Groupe Argent
| Rang | Équipe                   | Pts | J  | G  | N  | P | Bp | Bc | Diff |
| ---- | ------------------------ | --- | -- | -- | -- | - | -- | -- | ---- |
| 1    | Spartak Kostroma R       | 35  | 18 | 10 | 5  | 3 | 24 | 9  | +15  |
| 2    | Tekstilchtchik Ivanovo   | 28  | 18 | 6  | 10 | 2 | 17 | 13 | +4   |
| 3    | FK Kalouga P             | 27  | 18 | 7  | 6  | 5 | 30 | 26 | +4   |
| 4    | Avangard Koursk          | 27  | 18 | 8  | 3  | 7 | 18 | 19 | -1   |
| 5    | Irtych Omsk R            | 26  | 18 | 6  | 8  | 4 | 18 | 16 | +2   |
| 6    | Volga Oulianovsk R       | 23  | 18 | 6  | 5  | 7 | 24 | 15 | +9   |
| 7    | Machouk-KMV Piatigorsk P | 22  | 18 | 6  | 4  | 8 | 14 | 20 | -6   |
| 8    | Khimik Dzerjinsk P       | 21  | 18 | 5  | 6  | 7 | 17 | 23 | -6   |
| 9    | Torpedo Miass (ru) P     | 17  | 18 | 4  | 5  | 9 | 16 | 26 | -10  |
| 10   | Dinamo Briansk R         | 15  | 18 | 3  | 6  | 9 | 18 | 29 | -11  |

Qualifications
- 1er à 4e : montée dans le groupe Or
- 7e à 10e : barrage de relégation en division B

Abréviations
- R : Relégué du groupe Or
- P : Promu de Division B

### Barrage de promotion
Au terme de la phase printemps, la troisième équipe promue en deuxième division est déterminée au cours d'un barrage. En fonction des résultats obtenus de l'une à l'autre phase, celle-ci peut opposer l'un des trois premiers du groupe Or lors de la phase Automne au troisième de celui-ci lors de la phase Printemps. Ce barrage prend la forme d'une confrontation sur deux matchs aller-retour.
| Équipe          | Aller | Total | Retour | Équipe          |
| --------------- | ----- | ----- | ------ | --------------- |
| FK Novossibirsk | 1 - 1 | 2 - 4 | 1 - 3  | Rotor Volgograd |

Légende des couleurs
- Promotion en première division.